# Kunstnersammenslutningen Guirlanden
Kunstnersammenslutningen GUIRLANDEN blev stiftet i Aarhus 1968 af lokale billedkunstnere. Den er dermed den ældste kunstnersammenslutning i Jylland. Betingelserne for medlemskab var deltagelse i fem censurerede udstillinger.
I den første udstilling i 1968 i Aarhus Rådhushal deltog:: Thomas Arnel, Jørgen Stenberg Basse, Søren Bentsen, Jørgen Brask, Bente Christensen, Carl Fårup Christensen, John Sparre Christensen, Freddie Dybris, E. Gregers, Aage Bruun Jespersen, Ib Lauritzen, Kirsten Ruth Mikkelsen, Bjarne Nielsen, Henning Persson, Inge Rasmussen, Preben Schmidt, Tommy Storkholm, Niels Sylvest, Erik Winckler.[kilde mangler]
Derudover har bl.a. maleren Mogens Gissel, billedhuggeren Valdemar Foersom Hegndal, fotografen Jørgen Borg, billedhuggerern Dick Nyhuus, billedkunstner claus ejner og grafiker og billedhugger Thomas Andersson været medlemmer og deltaget i Guirlandens udstillinger.

## Udstillinger
- Fra 1970 - 2013 udstillinger i Kunstbygningen / Kunsthal Aarhus
- Fra 1990 - 2008 hvert år i januar
- 1969 Tommerup Hallen, Fyn
- 1972 Kunstnerforbundet, Oslo
- 1973 Kunstmuseet i Tønder
- 1980 Den Frie Udstillingsbygning, København.
- 1983 Randers Kunstmuseum
- 1987 Nikolaj, København
- 1990 - 2007 gruppeudstillinger i Kunsthal Aarhus (titel: Guirlanden)
- 2008 Kunsthal Aarhus, titel: Ø Kurator: Trine Rytter Andersen
- 2011 Kunsthal Aarhus, titel: EKKO Kurator: Cecilie Lærke Asaa
- 2013 Kunsthal Aarhus, titel: NewG. Virtuel kurator: Klaus Marthinus Christensen
- 2014 S A K, Svendborg,
- 2015 Vestjyllands Kunstpavillon, Videbæk titel: GoWest
- 2018 Antikmuseet, Aarhus, titel: L. Kurator: Trine Rytter Andersen / museumsleder Vinnie Nørskov. Publikation: Antikke Spejlinger. Gæster: Gitte Broeng, Mariko Wada, C.Y. Frostholm.
- 2021 udstillingen MASKINERIET på Industrimuseet i Horsens
- 2021 udstillingen RefeR på Museum Of Classical Archaeology, University of Cambridge, kurator: Dr. Susanne Turner

## Nuværende medlemmer
Bodil Sohn, Jørgen Mikael Andersen, Birgitte Ejdrup Kristensen, Else Ploug Isaksen, Ole Krog Møller, Max Parylewicz, Maja Ingerslev, Anders Gammelgaard Nielsen, Anne-Marie Pedersen, Kim Th. Grønborg, Mariko Wada, Iben West, Alex Mørch, Kamilla Jørgensen.